# Church of God (Restoration)
Church of God (Restoration) är ett kristet trossamfund, grundat på 1980-talet av pastor Daniel W Layne (30 mars 1944 - 21 september 2011). Rörelsen består av 85 församlingar i USA, Kanada, Mexiko, Tyskland, Österrike, Filippinerna och Kenya.
Layne föddes i Kentucky som son till en pastor inom reformationsrörelsen Church of God. Han kom att i ungdomen lämna sin barnatro och leva som kriminell och heroinist på San Franciscos gator. Efter en frälsningsupplevelse anslöt Layne sig till Church of God, Evening Light där han en tid var verksam som predikant, innan han startade Church of God (Restoration).
Church of God (Restoration) bygger sin lära på Daniel Sidney Warners förkunnelse, bland annat rörande den yttersta tiden och årtalet 1880 som en vändpunkt i kristendomens historia. Man menar dock att Church of God (Anderson) avföll omkring 1930 och därmed fråntogs den unika frälsningshistoriska uppgift man tilldelats av Gud. Då hävdar man att det inträffade som förutsagts i Uppenbarelseboken 8:1: När Lammet bröt det sjunde sigillet, blev det tyst i himlen i omkring en halvtimme.  Halvtimmen tolkades symboliskt som ett halvsekel som alltså slutade 1980 i samband med att Daniel Layne framträdde som apostel.
Rörelsen har fått utstå allvarlig kritik av avhoppade medlemmar som menar att den alltmer utvecklat sig till en extrem sekt, som i detalj önskar kontrollera medlemmarnas liv. Anhängare påstås bland annat ha dött sedan man förvägrats medicinsk behandling.